# Nakagawa (Klan)

Wappen der Nakagawa (Nakagawa-Eichenblätter)

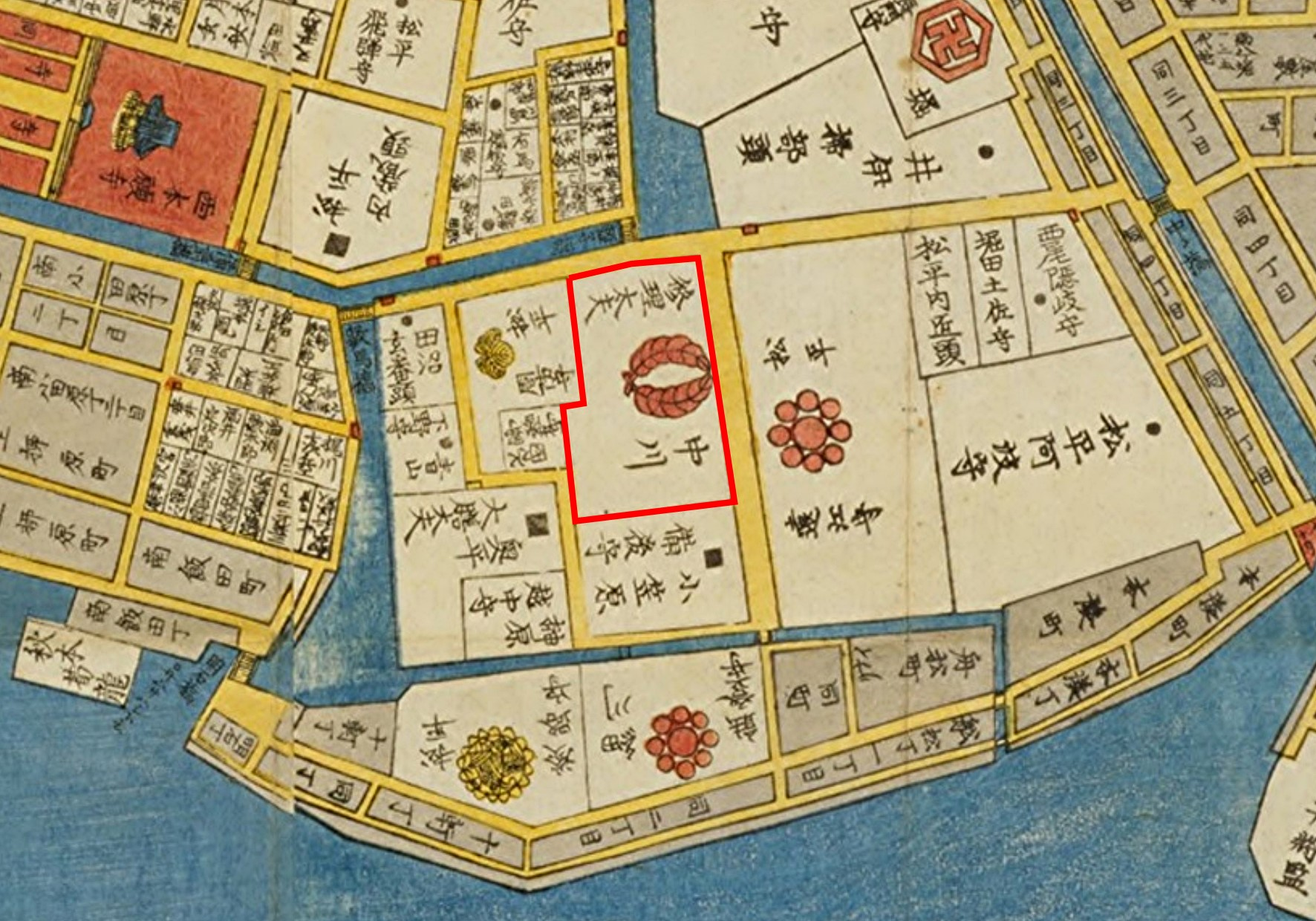
Nakagawa-Residenz in Edo

Die Nakagawa (japanisch 中川氏, Nakagawa-shi) waren eine Familie des japanischen Schwertadels (Buke), die aus der Provinz Settsu stammte und die sich von Minamoto no Yorimitsu (Seiwa-Genji) ableitete. Mit einem Einkommen von 70.000 Koku gehörten die in Taketa (Präfektur Ōita) residierenden Nakagawa zu den größeren Tozama-Daimyō der Edo-Zeit.

## Genealogie
- Kiyohide (清秀; 1542–1583) diente zunächst Araki Murashige. Als Murashige in Schwierigkeiten geriet, löste er sich von ihm und schloss sich Oda Nobunaga an. Nach Nobunagas Tod überwältigte und tötete er 1583 Wada Koremasa, der für Shogun Ashikaga Yoshiaki tätig war und übernahm dessen Burg Akutagawa (Provinz Settsu) mit 120.000 Koku. Koyohide fiel in der Schlacht von Shizugatake.
- Hidemasa (秀政; 1568–1592), Kiyohides ältester Sohn, fiel im Korea-Feldzug.
- Hidenari (秀成; 1570–1612) übernahm nach dem Tode seines Bruders Hidemasa das Lehen. Er erhielt die Burg Oka (Provinz Bungo) mit 70.000 Koku. Dort residierten die Nakagawa bis 1868. Nach 1868 führten die Nakagawa den Titel Graf.